# Andreas Pavias
Andreas Pavías (en griego: Ανδρέας Παβίας  1440-1504 1512) fue un pintor y educador griego. Fue uno de los padres fundadores de la Escuela Cretense, y sus obras influyeron en innumerables artistas tanto italianos como griegos; Las pinturas de Pavias se podían encontrar en muchas iglesias y colecciones privadas de ambas zonas geográficas. En la actualidad se conservan siete de estos cuadros, seis de los cuales llevan la firma del artista. El más famoso del grupo es una Crucifixión.
Pavías aprendió su oficio de Angelos Akotantos y se relacionó con Andreas Ritzos . Experimentó con diferentes técnicas, y sus pinturas incorporan rasgos estilísticos de la escuela veneciana. Angelos Pitzamanos fue alumno de Pavías, quien también influyó en las obras de artistas de la escuela cretense como Theodore Poulakis, Georgios Klontzas y Michael Damaskenos .

## Primeros años

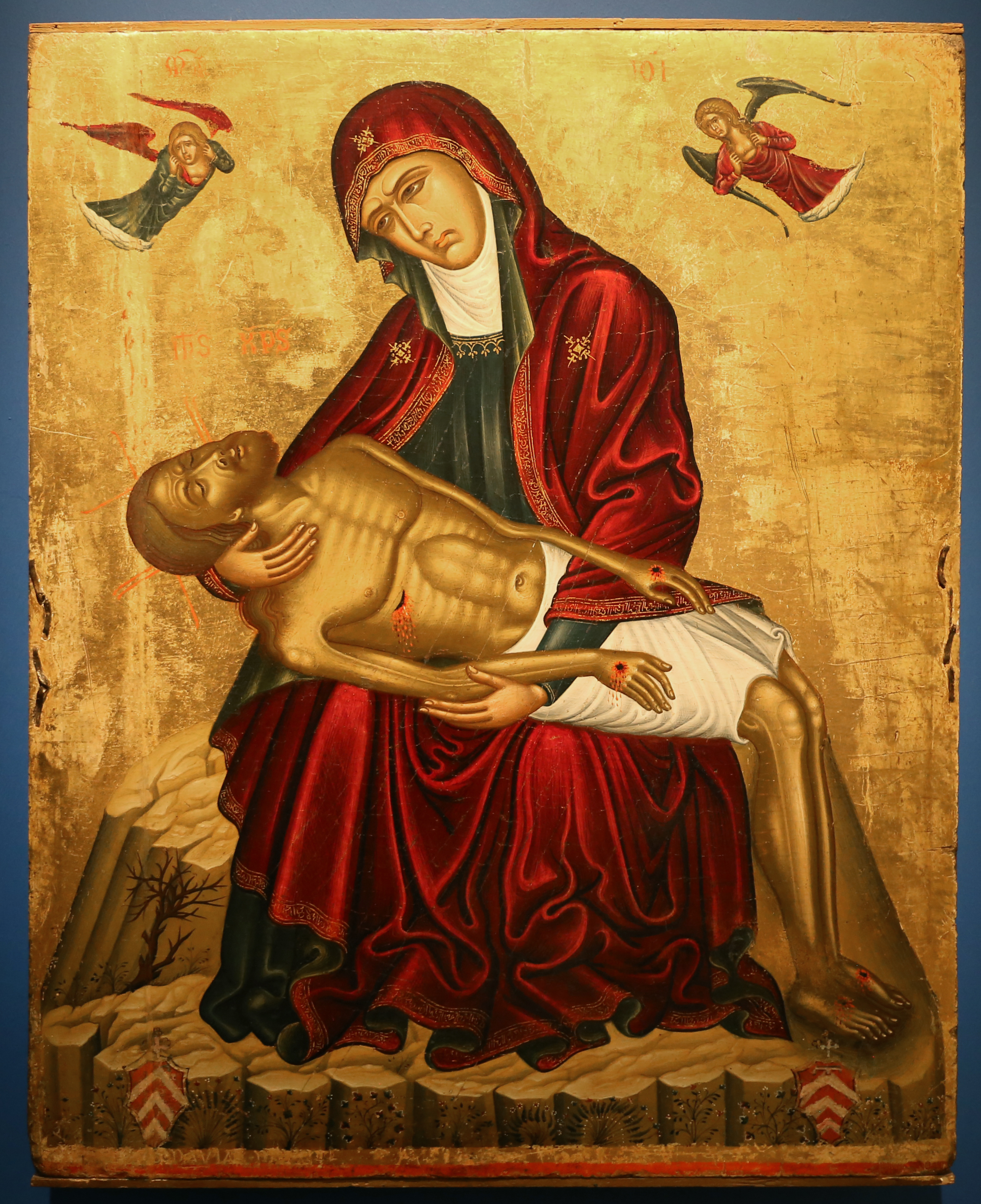
Lamentación de Cristo

Pavias nació en Heraklion. Su padre se llamaba Petros. Era sacerdote. La esposa de Pavias se llamaba Maria o Marietta. Tuvo un hijo llamado Athanasios que era pintor. Andreas también tenía una hija adoptiva llamada Agnes. Pavias estudió pintura con Angelos Akotantos. También consta que prestó dinero al pintor Andreas Ritzos. Documentos archivados en Venecia demuestran que Pavias participó en negocios en Heraclion en los años 1471, 1473 y 1479. El 23 de abril de 1480 fue testigo y firmó el documento magister Andreas Pavias, penctor. En 1481 alquiló una casa en Georgio Grin en Vourgo Candia Palaiochora.

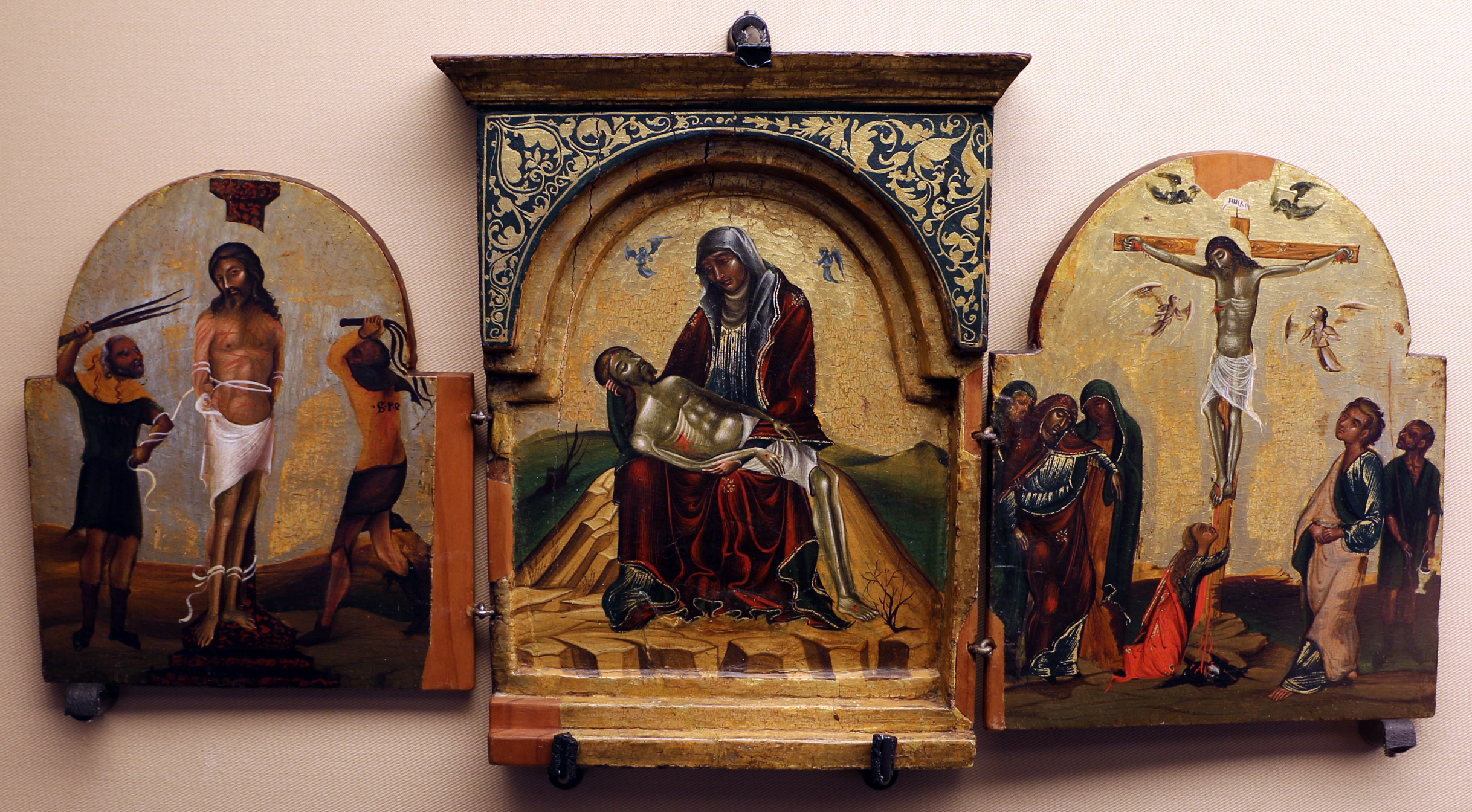
Tríptico Escenas de la Pasión, Resurrección y Crucifixión

Era profesor de arte y enseñaba principalmente pintura de iconos. Los registros indican que en 1482 el padre de Angelo Pitzamanos firmó un contrato con Pavias para que enseñara pintura a su hijo durante cinco años. Pavias era considerablemente rico. Otro documento lo muestra comprando, vendiendo y alquilando casas en Heraklion durante los años 1482, 1483, 1486 y 1491. El 24 de octubre de 1492 firmó un contrato de cinco años con Manousos Koukou para que enseñara pintura a su hijo durante cinco años.

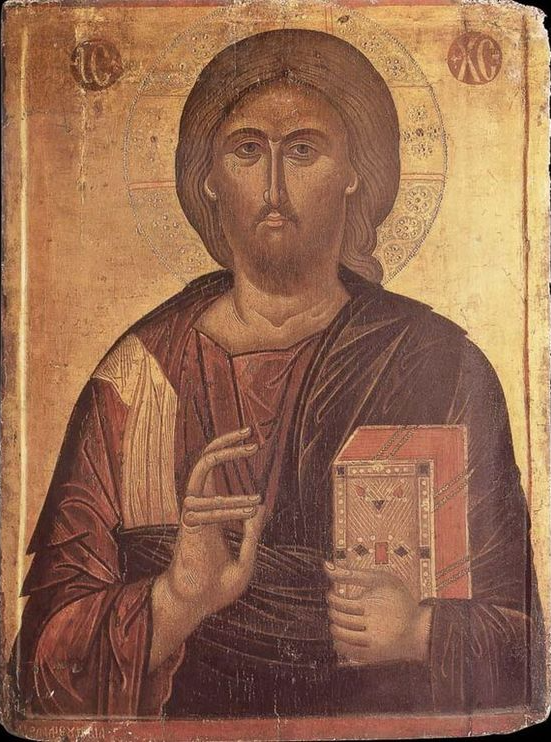
Cristo Pantocrátor

El obispo católico Giovanni Battista Lagni encargó a Pavias entre 1493-1505 una pintura llamada Piedad (Lamentación de Cristo). El cuadro se encuentra actualmente en Rossano. El 23 de mayo de 1499, firmó un contrato para enseñar pintura a Niccolo da Napoli durante tres años. Por la misma época, aceptó enseñar pintura a Juan Ploraio. El 19 de noviembre de 1499, firmó un contrato para enseñar a un judío llamado Aquilo Souloum.  Por la misma época, Pavias redactó un testamento en el que dejaba a su hija adoptiva, Inés, una enorme fortuna. Le dio 500 iperpira, 10 doukata de oro. Suficiente dinero para comprar una casa en Chandaka (Heraklion) en aquella época. También le regaló oro, plata, piedras preciosas, ropa y joyas.
El 7 de mayo de 1500, en un documento, solicitó la devolución de su cuadro Natividad, del famoso pintor Angelo. Pavias se relacionó con el famoso pintor Marko Amarando. En 1504, compró un almacén en Heraklion. El pintor murió el 8 de noviembre de 1512, ya que un documento se refiere a su esposa como la viuda Marietta. En 1514, administradora de la herencia, cedió parte del monasterio de los Agios Pnevmatos (Espíritu Santo). Estaba en las afueras de Vourgos Palaiochora.

## Obras destacadas
- Agios Antonios, en el (Museo de Historia y Folclore de Korgialenio)
- Kimisis de Efrén el Sirio, en la (Iglesia de San Constantino del Santo Sepulcro)
- Pietà, en la Catedral de Rossano, Italia
- Crucifixión, en la Galería Nacional de Atenas.
- XC, en el Campo Santo Teutónico, Ciudad del Vaticano
- ΘΚ, en  (Calligaris, Terzo d'Aquileia, Italia)